# ایشبردا
ایشبردا (به لاتین: Ishberda) یک منطقهٔ مسکونی در روسیه است که در باشقیرستان واقع شده‌است.